# NGC 3073
NGC 3073 је елиптична галаксија у сазвежђу Велики медвед која се налази на NGC листи објеката дубоког неба.
Деклинација објекта је + 55° 37' 6" а ректасцензија 10h 0m 52,2s. Привидна величина (магнитуда) објекта NGC 3073 износи 13,0 а фотографска магнитуда 14,0. Налази се на удаљености од 26,500 милиона парсека од Сунца. NGC 3073 је још познат и под ознакама UGC 5374, MCG 9-17-7, MK 131, CGCG 265-54, CGCG 266-6, PGC 28974.